# 483636 Treanor
483636 Treanor è un asteroide della fascia principale. Scoperto nel 2004, presenta un'orbita caratterizzata da un semiasse maggiore pari a 2,3776808 au e da un'eccentricità di 0,2160843, inclinata di 4,43715° rispetto all'eclittica. Prende il nome dall'astronomo e gesuita britannico Patrick Treanor.